# Hunimund
Hunimund ou Hunimond (en latin : Hunimundus) est le nom d'un roitelet suève du milieu du Ve siècle.

## Biographie
Hunimund serait le fils du roi suève Herméric qui avait migré avec son peuple (ou une partie) en Hispanie au début du Ve siècle. Jordanès le qualifie de dux Suevorum, c'est-à-dire de « duc des Suèves » qui étaient restés en Germanie.
Dans les années 460, il pille la Dalmatie et, au retour de cette expédition, enlève le bétail des Ostrogoths qui errait dans la campagne pannonienne. Thiudimir, frère du roi ostrogoth Valamir, attaque par surprise et de nuit le campement d'Hunimund, près du lac Balaton ; les Suèves sont écrasés par les Ostrogoths, les survivants réduits en esclavage, et Hunimund est capturé. Il se réconcilie avec les Ostrogoths et Thiudimir l'adopte symboliquement avant de le renvoyer dans son pays.
Hunimund cherche à se venger et commence par pousser les Skires, qui vivaient sur le Danube en bonne intelligence avec les Ostrogoths, à rompre avec eux et à s'unir à lui. Une nouvelle guerre éclate entre Hunimund et le roi ostrogoth Valamir. Les Skires attaquent de leur côté les Ostrogoths et lors d'une bataille, le roi Valamir qui galopait devant ses troupes pour les encourager, est désarçonné et aussitôt percé par les lances des ennemis. Les Ostrogoths combattent les Skires avec tant de fureur pour venger la mort de leur roi qu'ils les massacrent presque totalement.
La défaite des Skires inquiète Hunimund au point qu'il décide de créer une grande coalition pour s'opposer aux Ostrogoths. Appuyé dans sa démarche par l'empereur byzantin Léon Ier, il est rejoint par les survivants skires dirigés par les chefs Édica et Vulfo, par les rois sarmates Beuga et Babaï, par les Gépides et par les Ruges et, réunissant une multitude de guerriers, Hunimund part camper avec une armée hétéroclite auprès de la rivière Bollia (peut-être l'Ipeľ), en Pannonie. Les troupes ostrogothiques, dirigées par Vidimir, frère cadet de Valamir et du nouveau roi Thiudimir, vont à la rencontre d'Hunimund en 469. Jordanès raconte que « l'armée des Goths eut le dessus et fit un tel carnage de l'ennemi, que le champ de bataille, inondé de sang, ressemblait à une mer rouge, où s'élevaient, comme des collines, des tas d'armes et de cadavres, et que plus de dix mille guerriers restèrent sur la place ». Jordanès ajoute que « les Goths furent transportés d'une joie indicible ; car, en faisant cet immense carnage, ils avaient vengé le sang de leur roi Valamir... Quant à cette innombrable foule d'ennemis divers, ceux qui purent échapper prirent la fuite, et ne regagnèrent leurs pays qu'à grand'peine et couverts de honte ». Le sort d'Hunimund est inconnu mais il est probable qu'il fut tué dans la bataille.